# Takashi Sato
Takashi Sato (Tókio, 9 de junho de 1990) é um lutador japonês de artes marciais mistas, atualmente competindo no peso pena do Ultimate Fighting Championship.

## Início
Sato cresceu em Tokyo, com seus pais e seu irmão mais velho. Ele era um grande fã de gibis como qualquer outra criança japonesa. Entretanto, um dia seu irmão acidentalmente jogou seus gibis todos no lixo. Sato conta que chorou e chorou até que seu pai se comoveu e decidiu comprar um gibi que contava a história de um garoto japonês que se tornava campeão mundial de judô. Isso inspirou Sato a começar a treinar artes marciais.

## Carreira no MMA

### Ultimate Fighter Championship
Sato assinou um contrato com o UFC em 2 de abril de 2019 e fez sua estreia no dia 27 de abril contra Ben Saunders no UFC Fight Night: Jacaré vs. Hermansson. Sato venceu por nocaute.
Sato enfrentou Belal Muhammad em 7 de setembro de 2019 no UFC 242: Khabib vs. Poirier. Sato perdeu por finalização no terceiro round.
Sato enfrentou Jason Witt em 27 de junho de 2020 no UFC Fight Night: Poirier vs. Hooker. Ele venceu por nocaute aos 48 segundos do primeiro round.

## Cartel no MMA
| Cartel no MMA   |             |            |
| 20 lutas        | 16 vitórias | 4 derrotas |
| Por nocaute     | 11          | 1          |
| Por finalização | 2           | 3          |
| Por decisão     | 3           | 0          |

| Res.    | Cartel | Oponente            | Método                                | Evento                                 | Data       | Round | Tempo | Local             | Notas                                      |
| ------- | ------ | ------------------- | ------------------------------------- | -------------------------------------- | ---------- | ----- | ----- | ----------------- | ------------------------------------------ |
| Derrota | 16-4   | Miguel Baeza        | Finalização (triângulo de mão)        | UFC on ESPN: Smith vs. Clark           | 28/11/2020 | 2     | 4:28  | Las Vegas, Nevada |                                            |
| Vitória | 16-3   | Jason Witt          | Nocaute Técnico (socos)               | UFC Fight Night: Poirier vs. Hooker    | 27/06/2020 | 1     | 0:48  | Las Vegas, Nevada |                                            |
| Derrota | 15-3   | Belal Muhammad      | Finalização (mata leão)               | UFC 242: Khabib vs. Poirier            | 07/09/2019 | 3     | 1:55  | Abu Dhabi         |                                            |
| Vitória | 15-2   | Ben Saunders        | Nocaute Técnico (socos e cotoveladas) | UFC Fight Night: Jacaré vs. Hermansson | 27/04/2019 | 2     | 1:18  | Sunrise, Florida  | Estreia no UFC.                            |
| Vitória | 14-2   | Matt Vaile          | Nocaute Técnico (socos)               | Pancrase 300                           | 21/10/2018 | 2     | 3:35  | Tokyo             |                                            |
| Derrota | 13-2   | Glaico França       | Finalização (mata leão)               | Pancrase 297                           | 01/07/2018 | 4     | 1:15  | Tokyo             | Pelo Cinturão Meio Médio Vago do Pancrase. |
| Vitória | 13-1   | Masayuki Hamagishi  | Nocaute Técnico (cotoveladas e socos) | GRANDSLAM 7                            | 25/03/2018 | 2     | 3:59  | Tokyo             |                                            |
| Vitória | 12-1   | Akihiro Murayama    | Nocaute Técnico (socos)               | Pancrase 292                           | 10/12/2017 | 1     | 0:52  | Tokyo             |                                            |
| Vitória | 11-1   | Kenta Takagi        | Nocaute Técnico (socos)               | Pancrase 289                           | 20/08/2017 | 1     | 4:15  | Tokyo             |                                            |
| Vitória | 10-1   | Anton Radman        | Nocaute (joelhada)                    | Pancrase 286                           | 23/04/2017 | 1     | 3:43  | Tokyo             |                                            |
| Vitória | 9-1    | Eric Michael Fought | Decisão (dividida)                    | Pancrase 273                           | 13/12/2015 | 3     | 3:00  | Tokyo             |                                            |
| Derrota | 8-1    | Kenta Takagi        | Nocaute Técnico (socos)               | Pancrase 269                           | 08/08/2015 | 1     | 2:27  | Tokyo             |                                            |
| Vitória | 8-0    | Yusaku Tsukumo      | Nocaute Técnico (interrupção médica)  | DEEP 72 Impact                         | 16/05/2015 | 1     | 2:09  | Tokyo             |                                            |
| Vitória | 7-0    | Vyron Phillips      | Decisão (unânime)                     | Pancrase 265                           | 15/03/2015 | 3     | 5:00  | Tokyo             |                                            |
| Vitória | 6-0    | Hidetora            | Nocaute Técnico (socos)               | DEEP DREAM Impact                      | 31/12/2014 | 1     | 4:21  | Saitama           |                                            |
| Vitória | 5-0    | Yasuaki Miura       | Nocaute (soco)                        | TTF Challenge 03                       | 02/11/2014 | 1     | 0:29  | Tokyo             |                                            |
| Vitória | 4-0    | Genpei Hayashi      | Nocaute Técnico (socos)               | Pancrase 260                           | 10/08/2014 | 1     | 2:51  | Tokyo             |                                            |
| Vitória | 3-0    | Makoto Kawawa       | Finalização (mata leão)               | Pancrase 258                           | 11/05/2014 | 3     | 2:36  | Tokyo             |                                            |
| Vitória | 2-0    | Joe Proctor         | Finalização (triângulo de mão)        | Pancrase Bayside Fight 2               | 31/12/2013 | 1     | 2:31  | Yokohama          |                                            |
| Vitória | 1-0    | Shotaro Yabe        | Decisão (unânime)                     | Tribe Tokyo Fight                      | 20/10/2013 | 2     | 5:00  | Tokyo             |                                            |